# Filipp Gołoszczokin
Filipp Isajewicz Gołoszczokin (ros. Фили́пп Иса́евич Голощёкин) (właśc. Isaj Isaakowicz (ros. Исай Исаакович) Gołoszczokin) (ur. 26 lutego 1876 w Newlu, zm. 28 października 1941 we wsi Barbosz w obwodzie kujbyszewskim) – rosyjski rewolucjonista, bolszewik żydowskiego pochodzenia, przewodniczący Komitetu Wykonawczego w Samarze (1922-1925), II sekretarz Komunistycznej Partii Kazachstanu (1925-1933), główny sędzia Sądu Państwowego ZSRR (1933-1939), jeden z organizatorów mordu na carskiej rodzinie w 1918.
Z zawodu technik dentystyczny. Od 1903 członek SDPRR(b). Był działaczem rewolucyjnym w Petersburgu, Moskwie, Kronsztadzie, Sestrorecku i innych miastach. Uczestnik rewolucji 1905 roku. Od 1906 członek komitetu partii bolszewickiej w Petersburgu, od 1909 pracownik i zarządca moskiewskiego komitetu partyjnego. W 1909 aresztowany i zesłany do Kraju Narymskiego, skąd rok później uciekł. W 1912 na 6 konferencji SDPRR(b) został wybrany do Komitetu Centralnego. Ponownie aresztowany i zesłany do obwodu tobolskiego, szybko uciekł. W 1913 aresztowany i zesłany do Kraju Turuchańskiego, gdzie przebywał do rewolucji lutowej. 
W 1917 był delegatem na 7 konferencję i 6 zjazd SDPRR(b). Był członkiem permskiej, później jekaterynburskiej Rady i członkiem Komitetu Wykonawczego Uralskiej Rady. Odd grudnia 1917 członek Jekaterynburskiego Komitetu SDPRR(b), później RKP(b). Sformował i dowodził oddziałami Czerwonej Gwardii na Uralu. Był bliskim współpracownikiem Jakowa Swierdłowa. 
W lipcu 1918 zorganizował morderstwo i zniszczenie zwłok carskiej rodziny. 
1922-1925 był przewodniczącym Samarskiego Komitetu Wykonawczego. Następnie był II sekretarzem KP Kazachstanu i na tym stanowisku organizował kolektywizację wsi w tej republice. Wskutek masowych konfiskat "kułackich" majątków", bydła i zboża wszystkie narody w Kazachstanie cierpiały głód; z głodu zmarło 1 750 000 Kazachów, 200 000 Ukraińców, 125 000 Uzbeków i 27 000 Ujgurów, a wielu innych mieszkańców uciekło do Chin. Według spisu ludności w ZSRR przeprowadzonego w 1926 w Kazachskiej SRR było 3 968 289 mieszkańców, a według spisu z 1939 - 3 100 949 mieszkańców, co oznacza, że wskutek kolektywizacji liczba ludności spadła o 867 340 osób. 1933-1939 Gołoszczokin był głównym sędzią państwowym ZSRR. 
15 października 1939 został aresztowany m.in. pod zarzutem sympatyzowania z trockizmem i w 1941 rozstrzelany.